# 斗南站
斗南站是昆明地铁1号线与4号线的地铁车站，是一个换乘站，位于中华人民共和国云南省昆明市呈贡区彩云中路与兴呈路交叉口，1号线车站于2013年5月20日开通，4号线车站于2020年9月23日开通。

## 车站结构
斗南站位于彩云中路与兴呈路交叉口，1号线车站沿彩云中路路东设置，大致呈南北走向，为高架两层岛式站台车站，车站地面为站厅层，地上二层为站台层，站台设置半高站台门，车站北侧设有一条存车线。4号线车站沿兴呈路设置，呈南北走向，为地下两层岛式站台车站，车站长287.70米，车站地下一层为站厅层，地下二层为站台层，站台设置全高站台门，车站北侧设有一条单渡线。两线采用通道换乘形式，换乘通道连接1号线站厅东侧与4号线站厅西侧。
|                   |  | █ 1号线往 █ 2号线北部汽车站（南部汽车站） |
| 島式 · 開左邊车门 |  |                                           |
|                   |  | █ 1号线往大学城南及昆明南火车站（春融街） |

|                   |  | █ 4号线往金川路（塔密）         |
| 島式 · 開左邊车门 |  |                                 |
|                   |  | █ 4号线往昆明南火车站（金桂街） |

## 出入口

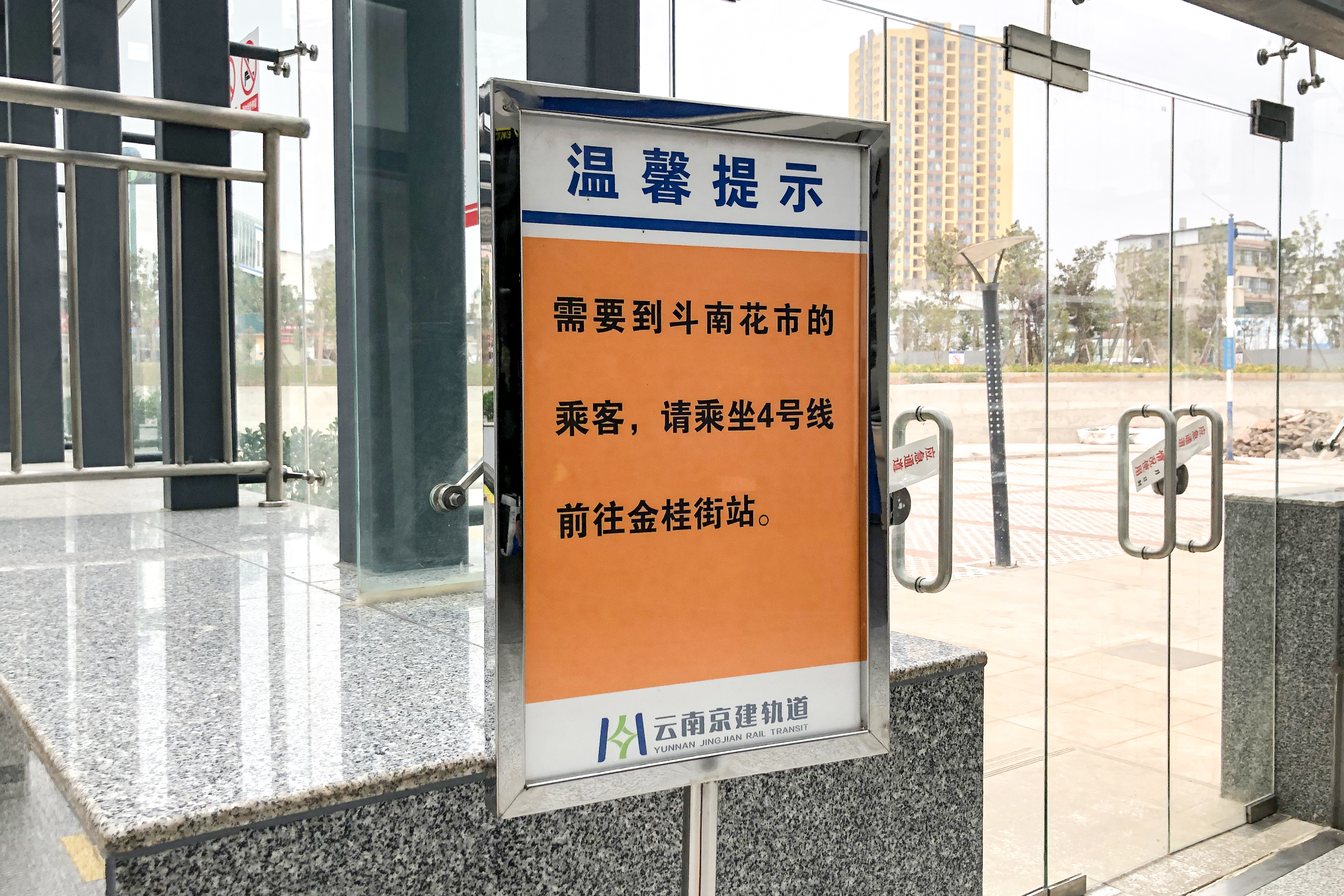
4号线开通后，金桂街站取代本站成为至斗南花卉市场最近的车站，车站张贴标语提示乘客

斗南站目前开放6个出入口，其中A-D出入口连通1号线站厅，E、G出入口连通4号线站厅，各出口及周围设施如下所示：
| 编号                  | 地点           | 建议前往的目的地       | 照片           |
| 连通 1号线站厅        | 连通 1号线站厅 | 连通 1号线站厅         | 连通 1号线站厅 |
| --------------------- | -------------- | ---------------------- | -------------- |
| 出口 · A              | 兴呈路         |                        |                |
| 出口 · B              | 兴呈路         | 呈达家园、东盟森林     |                |
| 出口 · C              | 彩云中路       | 殷实家园、兴锦家园     |                |
| 出口 · D              | 彩云中路       |                        |                |
| 连通 4号线站厅        |                |                        |                |
| 出口 · E · 升降机标志 | 兴呈路         | 殷联小学、新都国际     |                |
| 出口 · G              | 兴呈路         | 呈达家园、东盟森林北区 |                |
| 註： 設有             |                |                        |                |

## 接驳交通

### 公交车
- 斗南地铁站(兴呈路)：C4路
- 斗南地铁站(彩云北路)：12路，170路，250路，C101路，C5路，C6路乙线，C7路，C85路，Z25路，临5路

## 车站历史
本站建设时期工程名为小王家营站，开通前确定以斗南站作为车站正式名称。
- 2013年5月20日，车站随1号线南段通车开通[1]。
- 2018年12月10日，4号线车站主体结构封顶[3]。
- 2020年
  - 1月30日，受新冠疫情影响，车站暂停运营[6]。3月18日，车站恢复运营[7]。
  - 9月23日，4号线通车，车站成为换乘车站[2]。